# Theodore Gill
Theodore Nicholas Gill, född 21 mars 1837 i New York, död 25 september 1914, var amerikansk zoolog.
Gill var professor i zoologi vid George Washington University i Washington, D.C., 1884–1910. Han utövade flitigt författarskap rörande främst fiskarnas och däggdjurens systematik och faunistik, såsom Synopsis of Fresh Water Fishes (1861), Arrangement of the Families of Mammals (1872), Catalogue of the Fishes of the East Coast of North America (1861–73) och Principles of the Zoogeography (1884).